# Нео-Психіко
Нео-Психіко (грец. Νέο Ψυχικό) — північно-східне передмістя Афін, розташоване на південь від Аттікі-Одос, західніше проспекту Кіфісіас.
Від 1946 року Нео-Психіко мало статус самостійної комуни, від липня 1982 року — муніципалітета. За адміністративним поділом 2011 року входить до муніципалітету Філотеї-Психіко.

## Населення
| Рік  | Населення |
| ---- | --------- |
| 1981 | 11,467    |
| 1991 | 12,023    |
| 2001 | 10,848    |